# IFK Täby HC
IFK Täby HC är en ishockeyförening från Täby i  Stockholm. IFK Täby Hockey bildades 1949 som en sektion inom IFK Täby och blev en egen förening 2008. Föreningens A-lag har mestadels spelat i Division 2, 3 och 4 med säsongen 1999/2000 nådde man Division 1 för en säsong. Där slutade man 10:a i grundserien, 5:a i vårserien och 3:a i kvalserien vilket ledde till att man flyttades ner till Division 2 igen.